# Liste der Monuments historiques in Chessy (Seine-et-Marne)
Die Liste der Monuments historiques in Chessy (Seine-et-Marne) führt die Monuments historiques in der französischen Gemeinde Chessy auf.

## Liste der Objekte
| Bezeichnung            | Beschreibung          | Standort                       | Kennzeichnung | Schutzstatus | Datum | Bild |
| ---------------------- | --------------------- | ------------------------------ | ------------- | ------------ | ----- | ---- |
| Hauptaltar mit Retabel | Holz, 18. Jahrhundert | in der Kirche St-Pierre (Lage) | PM77002603    | Inscrit      | 1977  |      |